# Nogometni klub Primorje
Nogometni klub Primorje je nekdanji slovenski nogometni klub iz Ajdovščine, ki je bil ustanovljen leta 1924. 
Domače tekme je igral na ajdovskem stadionu Primorje, ki sprejme do 3000 gledalcev. 
Zaradi finančnih težav je bil klub ukinjen leta 2011. Nasledil ga je klub ND Primorje Ajdovščina, ki se je po 13 letnem zatišju z osvojitvijo naslova prvakov 2. SNL sezone 2023/24 ponovno uvrstilo nazaj med prvoligaško elito.

## Zgodovina

### Začetki in vzpon
Za začetek organiziranega igranja v Ajdovščini štejejo leto 1921, čeprav je bil športni klub Ajdovščina – Šturje s kratico SKAŠ (it. C.S.A.S - Club Sportivo Aidussina - Sturie) registriran šele leta 1924. Prvi predsednik kluba je bil takratni ajdovski industrialec Riko Nusdorfer.
Klub ni sodeloval v rednih tekmovanjih, vsa aktivnost je potekala na treningih in prijateljskih srečanjih z moštvi iz bližnje in daljne okolice. Za močnejše in pomembnejše tekme je SKAŠ združil moči z društvom Nanos iz Vipave, s katerim so ohranjali pristne stike, in tako nastopal pod imenom Burja. Kljub težkemu obdobju za slovenske klube pod italijanskim fašizmom je klub osvojil leta 1928 in 1929 dva naslova primorskih regionalnih prvakov. Takrat je bila izgrajena tudi pokrita "Mussolinijeva" tribuna na štadionu, ki se je ohranila vse do leta 2010, ko so jo med obnovo ajdovskega stadiona, porušili. 
Klub je deloval do 2. svetovne vojne, ko je zaradi vojnih razmer ugasnil. Po koncu vojne in osvoboditvi je bilo leta 1946 tudi z reaktivizacijo članov Burje, ustanovljeno Fizkulturno društvo Ajdovščina, ki je nastopilo v ligaškem tekmovanju takratne Cone B v STO.  Po priključitvi Cone B v Jugoslavijo, se je društvo preimenovalo nazaj v FD Burja in začelo z nastopanjem v novoustanovljeni primorski nogometni ligi, ki jo je vodila Goriška Nogometna podzveza.
Leta 1949 se je klub ponovno preimenoval v Sindikalno športno društvo Mladost ter potem končno leta 1954 v SŠD Primorje.
V 70tih letih je Primorju uspel veliki met, ko se je v sezoni 1974/75 uvrstil v prvo slovensko ligo.. Sezona 1975/76 je bila ena najuspešnejših, saj je Primorje zasedlo tretje mesto v 1. slovenski ligi, takoj za NK Mariborom in Šmartnim.
V sezoni 1983/84 je ekipa izpadla iz prve lige in vse do osamosvojitve Slovenije nastopala v območni nogometni ligi – zahod.

### Samostojna Slovenija in zlata 90. leta
NK Primorje je po osamosvojitvi Slovenije igralo v drugi slovenski ligi do sezone 1992/93, ko si je klub izboril napredovanje v elitno slovensko ligo. Napredek pa je bilo čutiti tudi v organizacijskem smislu. Leta 1995 je mesto predsednika kluba prevzel direktor Primorja d.d. Dušan Črnigoj, kar je pomenilo tudi več finančnih sredstev za delovanje kluba. 
V treh zaporednih sezonah 1995/96, 1996/97 in 1997/98 se je NK Primorje izkazalo kot soliden prvoligaš ter trikrat zapored igralo finale slovenskega pokala, a je v vseh treh primerih izgubilo (Olimpija, Maribor, Rudar Velenje).
Posebno mesto v klubski zgodovini bo našla predvsem sezona 1996/97; v prvi vrsti zaradi naslova jesenskega prvaka in navsezadnje zaradi zanimivega ligaškega boja z Mariborom za končni naslov. Z zasedenim končnim drugim mestom je bil dosežen največji klubski uspeh, uvrstitev v finale pokalnega tekmovanja pa je prinesla tudi zgodovinski prvi nastop v Evropi.

### NK Primorje v Evropi
V kvalifikacijah za pokal UEFA, leta 1997 je ekipa iz majhne Ajdovščine najprej v predkrogu izločila moštvo Luxembourga ter nato pripravila prvovrstno senzacijo z zmago v prvem krogu proti ekipi AIK Solna iz Stockholma, ki jo je v podaljšku odločil Mladen Rudonja. V drugem krogu so varovanci takratnega trenerja Marina Kovačića nastopili precej oslabljeni in klonili proti nizozemski Rodi. 
Primorje se kmalu zatem spet pojavi na mednarodnem prizorišču in v pokalu Intertoto izloči predstavnika Belgije Westerlo, vendar mora zatem priznati premoč ruskega Zenita.

### Poznejša leta in konec kluba
V sezoni 2001/2002 Primorje suvereno osvoji naslov jesenskega prvaka, vendar se mu za las izmuzne prvenstvena krona. 
V zadnjih sezonah pred ukinitvijo kluba se je Primorje izkazako kot soliden prvoligaš. Še najbližje vrhu so bili Ajdovci v sezoni 2004/05, ko so zasedli četrto mesto, v sezoni 2008/09 pa so se po napetem zaključku za eno sezono po 16tih letih izpadli iz prve lige, a se nato ekspresno vrnili v elito. 
V sezoni 2010/11 je klub kot ponoven prvoligaš zaigral na novem prenovljenem stadionu ampak je klub pestilo vrsto resnih finančnih težav, kateremu je botroval zlom generalnega sponzorja kluba Primorja d.d. 
V sezoni 2010/11, je klub doživel stečaj in se leta 2011 umaknil iz nogometnega prizorišča. Zadnja odigrana tekma je bil v zadnjem krogu prve lige proti NK Maribor, ki jo je slednji dobil z 1:2 ter slavil naslov prvaka v Ajdovščini.

## ND Primorje Ajdovščina
Zapuščina in tradicija NK Primorja, se nadaljuje v klubu ND Primorje Ajdovščina, ki je bil ustanovljen takoj po propadu NK Primorje leta 2011, kot Nogometna Šola Ajdovščina, z namenom poskrbeti za mladinske ekipe.
Leta 2016 se je Nogometna Šola preimenovala v Nogometno društvo Primorje Ajdovščina 1921.
Leta 2018 pa pride do združitve z SD Škou in se s tem po sedmih letih zatišja ponovno aktivira članska ekipa Primorja, v tradicionalnih rdeče-črnih barvah.
V Sezoni 2019/20 se je Primorje uvrstilo v drugo slovensko ligo.
Po solidnih 4 sezonah v 2. SNL, je Primorje sezono 2023/24 zaključilo na prvem mestu ter se je z osvojitvijo naslova prvakov 2. SNL, po 13. letih ponovno vrnilo nazaj med elito v prvo ligo.

## Navijači in rivalstva
Red Devils
Navijaška skupina Primorja se imenuje "Red Devils". 
Ustanovljena je bila leta 1995 in je bila zelo prepoznavna in aktivna v 90. letih. Po skoraj 10 letnem premoru je skupina ponovno oživela leta 2021, ko je Primorje praznovalo 100. obletnico ter je trenutno aktivna na vseh domačih in gostujočih tekmah Primorja v 2. SNL.
Severnoprimorski derbi
Največji tekmec in rival je ND Gorica. 
"Severnoprimorski derbi" je eden izmed najbolj zanimivih, najbolj obiskanih in pestrih nogometnih obračunov v Sloveniji takoj za večnim derbijem ter se kosa z podobnimi regionalnimi obračuni kot npr. prekmurskim derbijem med Muro in Nafto oz. štajerskim derbijem med NK Celjem in NK Mariborom.
V uradnih tekmovanjih samostojne Slovenije je bil severnoprimorski derbi odigran 65 krat od katerih je 32 obračunov pripadlo Gorici in 19 Primorju. 14 krat pa je bil rezultat neodločen.